# Верховный суд Сейшельских Островов
Верхо́вный суд Сейше́льских Острово́в (англ. Supreme Court of Seychelles, фр. Cour suprême des Seychelles, сейш. Kou Siprèm Sesel) — это высшая судебная инстанция на Сейшелах.
Суд был создан в 1903 году по указу Совета, тогда он состоял из одного судьи, который был Главным судьей. Апелляционные иски по гражданским делам с окончательными решениями суда были переданы в Верховный суд Маврикия.
Когда в 1976 году Сейшельские Острова стали республикой, был создан новый Апелляционный суд Сейшельских Островов, в состав которого вошли Председатель, два апелляционных судьи и судьи Верховного суда в качестве членов по должности. Апелляции в суды Маврикия были упразднены.
В 1993 году, согласно новой конституции, судебная власть на Сейшельских Островах принадлежит Верховному суду, Апелляционному суду и таким нижестоящим судам или трибуналам, которые могут быть учреждены законодательным органом. Генеральный прокурор и судьи Верховного суда назначаются Президентом из списка кандидатов, подготовленного Управлением по конституционным назначениям. Глава Верховного суда, который также является главой судебной власти, носит титул Главного судьи. Остальные судьи Верховного суда называются младшими судьями.

## Главные судьи колонииБританской Короны
| Главный судья                | Срок полномочий | Срок полномочий | Комментарий                                              |
| Главный судья                | Начало          | Конец           | Комментарий                                              |
| ---------------------------- | --------------- | --------------- | -------------------------------------------------------- |
| Фьюри Альфред Херхенродер    | 1903            | 1905            | (впоследствии Главный судья Маврикия, 1913 г.)           |
| Эрик Блэквуд Райт            | 1905            | 1909            |                                                          |
| Alfred Karney Young          | 1909            | 1913            | (впоследствии Генеральный прокурор Фиджи, 1913 г.)       |
| Сэр Ивен Реджинальд Логан    | 1914            | 1919            | (впоследствии Главный судья Багамских островов, 1925 г.) |
| Сэр Филипп Берти Петридес    | 1920            | 1924            | (впоследствии Главный судья Золотого Берега, 1936 г.)    |
| Сэр Джастин Луи Дево         | 1924            | 1927            | (впоследствии Главный судья Маврикия, 1940 г.)           |
| Роберт Вере де Вере          | 1927            | 1931            | (впоследствии Главный судья Гренады, 1931 г.)            |
| Патрик Джозеф Станислав Уолш | 1931            | 1936            |                                                          |
| Джон Вудман                  | 1943            | 1947            |                                                          |
| Малкольм Дуглас Лайон        | 1948            | 1957            |                                                          |
| Сэр Франс Боннетар           | 1958            | 1966            |                                                          |
| Сэр Уильям Кэмпбелл Уайли    | 1966            | 1970            |                                                          |
| Сэр Джордж Суяв              | 1970            | 1976            |                                                          |

## Главные судьи времён Республики

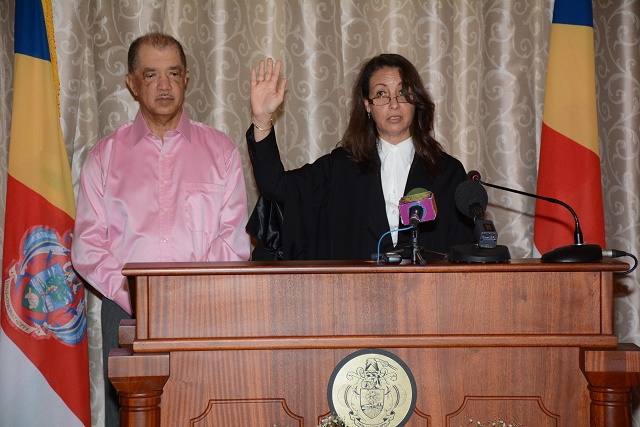
Приведение к присяге Матильды Твомей в качестве Главного судьи

| Главный судья               | Срок полномочий | Срок полномочий | Комментарий                                                                                          |
| Главный судья               | Начало          | Конец           | Комментарий                                                                                          |
| --------------------------- | --------------- | --------------- | --- |
| Джеймс Эйден О'Брайен Куинн | 1976            | 1977            | (Выслан, впоследствии Главный судья Кирибати, 1977-1980 гг. и Главный судья Ботсваны, 1981-1987 гг.) |
| Эрл Эдвард Ситон            | 1978            | 1989            | |
| Исаак Кобина Донкор Аббан   | 1990            | 1993            | (впоследствии Главный судья Ганы, 1995)                                                              |
| Вивекананд Аллеар           | 1994            | 2008            | |
| Эндрю Ранджан Перера        | 2008            | 2009            | |
| Мартин Стивен Эгонда-Нтенде | 2009            | 2014            | Дурай Карунакаран был врио Главного судьи с 2014 по 2015 год                                         |
| Матильда Твомей             | 2015            | 2020            | |
| Рони Говиден                | 2020            | н. в.           | |